# Microbianor nigritarsus
Espèce
Microbianor nigritarsus est une espèce d'araignées aranéomorphes de la famille des Salticidae.

## Distribution
Cette espèce est endémique des Seychelles.

## Publication originale
- Logunov, 2000 : A new endemic genus and three new species of the jumping spiders (Araneae: Salticidae) from the Seychelle Islands. Cimbebasia, vol. 16 p. 261-267.